# Rodolfo Xavier da Silva
Rodolfo Xavier da Silva Júnior GOSE • GOB (Lisboa, 9 de Julho de 1877 — Lisboa, 3 de Abril de 1955) foi um médico e político que se destacou durante a Primeira República Portuguesa. Exerceu por diversas vezes cargos ministeriais.

## Biografia
Foi médico e diretor do Instituto de Criminologia de Lisboa, tendo publicado diversas obras sobre criminologia e medicina forense, incluindo um estudo sobre a iconografia das tatuagens e dactiloscopia. Iniciou os seus estudos sobre dactiloscopia no ano de 1902, no Posto Antropométrico de Lisboa (Limoeiro), aquando da sua tese de doutoramento em Medicina.
Membro destacado do Partido Republicano Português e depois das facções que deram origem ao Partido Reconstituinte, foi governador civil do Distrito de Lisboa em 1917 e eleito deputado ao Congresso da República em 1919.
Como independente, exerceu as funções de Ministro dos Negócios Estrangeiros do governo chefiado por Domingos Pereira que esteve em funções de 30 de Março a 29 de Junho de 1919. Voltou ao mesmo cargo no governo chefiado por António Maria Baptista entre 20 a 26 de Junho de 1920.
Já como membro da Acção Republicana, na fase final da Primeira República, foi ministro do Trabalho no governo chefiado por Rodrigues Gaspar, em funções de 6 de Julho a 22 de Novembro de 1924, e Ministro da Instrução Pública no governo chefiado por Vitorino Guimarães, de 15 de Fevereiro a 1 de Julho de 1925.
Entre outras obras é autor de Crime e prisões, monografia que teve diversas edições. e colaborou no semanário Azulejos  (1907-1909).
A 16 de Abril de 1927 foi feito Grande-Oficial da Antiga, Nobilíssima e Esclarecida Ordem Militar de Sant'Iago da Espada, do Mérito Científico, Literário e Artístico e a 17 de Março de 1933 foi feito Grande-Oficial da Ordem de Benemerência.